# Tervueren
Tervueren er en af de 4 varianter af racen Belgisk Hyrdehund. Den findes i to farvevarianter; fauve-charbonné (rød med sorte hårspidser) og grå-charbonné (grå med sorte hårspidser) – begge med sort maske, idet fauve-charbonné er den foretrukne farve. En smule hvidt på bryst og tæer tolereres. Pelsen i hovedet og på det nederste af benene skal være kort, mens pelsen på kroppen skal være lang og glat og gerne endnu mere fyldig og rigelig på halsen og brystet. Halen har lang og fyldig pels, som danner en busket fane.